# Кубок Казахстану з футболу 1999—2000
Кубок Казахстану з футболу 1999—2000 — 8-й розіграш кубкового футбольного турніру в Казахстані. Переможцем втретє став СОПФК Кайрат.

## Календар
| Раунд      | Дата                           | Матчі | Клуби  |
| ---------- | ------------------------------ | ----- | ------ |
| 1/8 фіналу | 11 травня/1 червня 1999        | 14    | 16 → 8 |
| 1/4 фіналу | 1 жовтня 1999 - 18 травня 2000 | 8     | 8 → 4  |
| 1/2 фіналу | 30 травня/22 червня 2000       | 4     | 4 → 2  |
| Фінал      | 6 липня 2000                   | 1     | 2 → 1  |

## 1/8 фіналу
| Команда 1               | Заг. | Команда 2    | 1-й матч | 2-й матч |
| ----------------------- | ---- | ------------ | -------- | -------- |
| 11 травня/1 червня 1999 |      |              |          |          |
| Шахтар Іспат-Кармет     | 0:2  | СОПФК Кайрат | 0:0      | 0:2      |
| Кайсар-Харрікейн        | 6:3  | Жигер        | 2:0      | 4:3      |
| Восток Алтин            | 4:1  | Жетису       | 4:1      | 0:0      |
| Батир                   | +:-  | ЦСКА-Кайрат  | +:-      | +:-      |
| Тараз                   | 1:3  | Тобол        | 1:0      | 0:3      |
| Аксесс-Єсіль            | 1:0  | Женіс-Астана | 0:0      | 1:0      |
| АЕС-Єлимай              | 2:4  | Сінтез       | 2:1      | 0:3      |
| Іртиш-Бастау            | 5:2  | Акмола       | 3:0      | 2:2      |

## 1/4 фіналу
| Команда 1          | Заг.    | Команда 2        | 1-й матч | 2-й матч |
| ------------------ | ------- | ---------------- | -------- | -------- |
| 1/7 жовтня 1999    |         |                  |          |          |
| Тобол              | 1:3     | Аксесс-Єсіль     | 0:1      | 1:2      |
| 1/5 листопада 1999 |         |                  |          |          |
| Восток Алтин       | 3:2     | Батир            | 3:1      | 0:1      |
| 4/17 травня 2000   |         |                  |          |          |
| СОПФК Кайрат       | 4:2     | Кайсар-Харрікейн | 3:0      | 1:2      |
| 6/18 травня 2000   |         |                  |          |          |
| Томіріс            | 2:2 (ч) | Іртиш            | 1:2      | 1:0      |

## 1/2 фіналу
| Команда 1                | Заг. | Команда 2           | 1-й матч | 2-й матч |
| ------------------------ | ---- | ------------------- | -------- | -------- |
| 30 травня/22 червня 2000 |      |                     |          |          |
| Восток Алтин             | 2:6  | СОПФК Кайрат        | 2:2      | 0:4      |
| Іртиш                    | 3:6  | Аксесс-Голден Грейн | 3:0      | 0:6      |

## Фінал
| 6 липня 2000 |

| СОПФК Кайрат                                                     | 5:0      | Аксесс-Голден Грейн |
| ---------------------------------------------------------------- | -------- | ------------------- |
| Іванов 11' Литвиненко 20', 90' Хамідуллов 63' (пен.) Тарасов 69' | Протокол |                     |

| Центральний стадіон імені Хаджимукана Мунайтпасова, Астана Глядачів: 7 500 Арбітр: Олександр Борисов |